# Elizabeth Berkley
Elizabeth Berkley Lauren (Farmington Hills, 28 juli 1972) is een Amerikaanse actrice. Ze 'won' in 1996 de Razzie Awards voor slechtste actrice en slechtste nieuwkomer voor haar hoofdrol in de erotische dramafilm Showgirls. Daarentegen won ze dat jaar ook een National Board of Review Award samen met de gehele cast van de filmkomedie The First Wives Club. Berkley maakte in 1986 haar acteerdebuut als een niet bij naam genoemd personage in een aflevering van de sitcom Gimme a Break!. Ze was voor het eerste te zien op het witte doek in 1994, als Kimberly Sweeny in de dramafilm Molly & Gina.
Na de middelbare school bezocht Berkley de toneelschool. Na een paar rollen in losse afleveringen van verschillende series en een televisiefilm, was ze op haar zeventiende voor het eerst te zien als Jessie Spano in de op tieners gerichte komedieserie Saved by the Bell, haar eerste rol als vast personage. 

## Filmografie
*Exclusief 5+ televisiefilms
| - S. Darko (2009) - Women in Trouble (2009) - Meet Market (2008) - Moving Malcolm (2003) - Detonator (2003) - Roger Dodger (2002) - Cover Story (2002) - The Shipment (2001) - The Curse of the Jade Scorpion (2001) - Africa (1999) - Any Given Sunday (1999) - Tail Lights Fade (1999) | - Taxman (1999) - Last Call (1999) - Random Encounter (1998) - A Time to Revenge (1997) - The Real Blonde (1997) - Armitage III: Poly Matrix (1997) - The First Wives Club (1996) - White Wolves II: Legend of the Wild (1995) - Showgirls (1995) - Saved by the Bell: Wedding in Las Vegas (1994, televisiefilm) - Molly & Gina (1994) - Saved by the Bell: Hawaiian Style (1992, televisiefilm) |

## Televisieseries
*Exclusief eenmalige gastrollen
- CSI: Miami - Julia Winston (2008-2009, negen afleveringen)
- The L Word - Kelly Wentworth (2009, vier afleveringen)
- Titus - Shannon (2001-2002, drie afleveringen)
- NYPD Blue - Nicole Graf (2000, twee afleveringen)
- Saved by the Bell - Jessica 'Jessie' Myrtle Spano (1989-1993, 75 afleveringen)
- Baywatch - Courtney Bremmer (1992, twee afleveringen)
- Valerie - Ashley (1990, twee afleveringen)
- Saved by the Bell - Jessie Spano (2020, 10 afleveringen)

## Privé
Berkley trouwde op 1 november 2003 met acteur en schilder Greg Lauren, een neef van Ralph Lauren. In 2012 kreeg het stel een zoon.
- Bibliothèque nationale de France: cb14039548w (data)
- Gemeinsame Normdatei: 142264156
- International Standard Name Identifier: 0000 0000 8141 2859
- Library of Congress Control Number: no97016352
- Nationale Bibliotheek van Tsjechië: xx0146047
- Nationale Bibliotheek van Israël: 987007332101105171
- Nederlandse Thesaurus van Auteursnamen: 150989709
- SNAC: w6np36f2
- Système universitaire de documentation: 083747664
- Virtual International Authority File: 61747527
- WorldCat: E39PBJwD3CMpvHK34yJgVdqCwC